# فيلودوسيات
الفيلودوسيات (الاسم العلمي:Phyllodocida) هي رتبة من الحلقيات تتبع أصنوفة الديدان إبرية من طائفة كثيرات الأشعار.

## التصنيف
- رتبة الفيلودوسيات
  - رتيبة فيلودوسيات الشكل
    - فصيلة الفيلودوسات
      - أسرة الفيلودوساوات
        - جنس الفيلودوس